# Ronald Pope
Ronald Pope (1920-1997) est un sculpteur britannique.

## Biographie
Ronald Pope est né le 16 août 1920 à Westbury-on-Severn. Après ses études, il déménagea dans le Derbyshire pour y travailler en tant qu'ingénieur. Il débuta à l'usine Rolls Royce  de Derby (usine employant le plus grand nombre d'ouvriers à ce moment-là dans cette ville). Durant la Seconde Guerre mondiale, il y travailla comme outilleur ; c'était là que les moteurs pour les Spitfire de la RAF et des alliés étaient fabriqués. Il acquit ainsi de nouvelles techniques telles que le soudage et le brasage, qu'il utiliserait plus tard à des fins artistiques. À la fin de la guerre, il partit à Londres étudier la sculpture à la Slade School of Fine Art avec le Professeur McWilliam. Il prit ensuite des cours de céramique à l'école polytechnique de Woolwich avec le céramiste Heber Matthews.
Pope vécut et travailla en tant qu'artiste à Melbourne dans le Derbyshire dont il s'est beaucoup inspiré pour ses œuvres.

## Œuvres d'art
Pope utilisa divers matériaux pour ses œuvres : du bois, de la pierre ou encore du métal. Certaines de ses œuvres en métal, ou en bois peuvent paraître austères, mais c'est surtout dû à leur forme abstraite. En dehors de la sculpture, Pope fit également de la peinture et du dessin. Il reçut des commandes pour des églises ou des autorités locales comme celles de Hertford, où il a réalisé la sculpture appelée les Five Bishops qui se trouve sur le toit de Castle Hall, pour célébrer le 13e centenaire du premier synode à Hertford.
Autres lieux où l'on peut trouver des œuvres de Pope : l'université de Derby, la cathédrale de Derby, la Derby Moor School, l'école pour jeunes sourds de Derby, Curzon Primary et Normanton Junior à Derby, et Abingdon High School à Wigston. Des architectes, des sociétés privées ainsi que des particuliers, dont l'architecte Sir Basil Spence, lui ont passé des commandes.
En 2008 le Derby Museum and Art Gallery fit l'exposition de ses œuvres appelée Ronald Pope - Sculpture from the Museums' Collection.